# 高须治辅
高须治辅（日语：／ Takasu Jisuke，1859年12月16日—1909年3月），日本明治时期的官吏、翻译、俄语翻译家。他最早将俄国作家普希金的俄文原著《上尉的女儿》翻译成日文。

## 生平
高须治辅，也称为高须治助，是日本秋田藩武士富冈英之助的次子，安政6年（1859年）在东京下谷出生。明治6年（1873年）成为兰医高须保的养子。高须治辅笔名墨浦，号为五湖散人。高须治辅精通汉文和汉诗，也曾就读于东京外国语学校俄语科，但在明治13年（1880年）中途退学。此后曾先后在大藏省翻译局、长崎海关、海军省、陆军等供职。此后曾先后在大藏省翻译局、长崎海关、海军省、陆军等供职，也曾担任俄国驻日大使馆随从武官的日语教师。由于精通俄语和俄国文学，期间从事俄语文学作品的翻译工作。
晚年的高须治辅曾在静冈的俄国俘虏收容所工作，1909年去世。

## 作品
高须治辅在1883年（明治16年）6月将俄国作家普希金的著作《上尉的女儿》翻译成日文，题目为《俄国奇闻花心蝶思录》（花心蝶思録 露国奇聞）并由法木书屋出版。这是第一部被翻译成日文的普希金作品，也是日本翻译的首部俄国作家作品。1886年（明治19年）11月本作再版时被更名为《俄国情史 斯密士玛利传》（露国情史 スミスマリー之傳），由高崎書房出版。1885年2月，高须治辅协助三木爱花将法国作家儒勒·凡尔纳的科幻小说《地心游记》翻译成日文版，题为《地底旅行 拍案惊奇》（地底旅行 拍案驚奇），并由九春堂出版。九春堂还在这一年出版了高须治辅翻译的马霍奇内原著《马术警策》（馬術警策）。同年，高须治辅翻译的特伦季耶夫著作《中央亚细亚俄英关系论》（中央亜細亜露英関係論），由凤文馆首次出版。1890年，高须治辅翻译出版了鲍勃罗夫斯基的《初等教育学》（初等教育学）。1891年（明治24年），高须治辅又翻译并由普及舎出版了《俄国教育法》（露国教育法）。高须治辅在1892年（明治25年）编辑出版《俄日袖珍会话》（露和袖珍会话）。在长崎工作期间，高须治辅个人编纂了日本最早的俄日辞典《俄日袖珍字汇》（露和袖珍字彙），由丸善在1896年（明治29年）7月出版。1899年，在林虎之助的支持下，高须治辅翻译出版了《真宗略解及本愿寺殿堂的纪事》（真宗略解及本願寺殿堂の紀事）。
1905年，前川文荣阁出版了高须治辅编著的《速成日俄会话自习》（速成日露会話独習）。同年5月，由高须治辅作词、小山本元子作曲的《满洲西伯利亚地理唱歌》（満洲西比利亜地理唱歌），由共益商社发行。此外，高须治辅还曾翻译过瓦西里奇科夫的《德美英法教育比较摘要》（独米英仏教育比較摘要），同样也由九春堂出版。

## 脚注

### 引文
1. 1 2 3 4 5 6 7 8 9  付建舟 (2015)，第5頁.
2. 1 2 3 4 5 6  杨荣广 (2022)，第19頁.
3. ↑  .   [2024-06-17]. （原始内容存档于2016-09-09） （日语）.
4. 1 2 3 4 5  加藤百合 (1999)，第136頁.
5. 1 2  郭延礼 (2001)，第16頁.
6. ↑  郭延礼 (2010)，第151頁.
7. ↑  陈建华 (1998)，第38頁.
8. ↑  张英伦 (1982)，第565頁.
9. ↑  杨荣广 (2022)，第20-21頁.
10. ↑  郭延礼 (1999)，第177頁.
11. ↑  柳田泉 (1960)，第392頁.
12. ↑  日外アソシエーツ (2008)，第357頁.
13. ↑  野地潤家 (1981)，第95頁.
14. ↑  平岡雅英 (1982)，第435頁.
15. ↑  野地潤家 (1981)，第100頁.
16. ↑  加藤百合 (1999)，第146頁.
17. ↑  . Cultural Japan.   [2024-06-19]. （原始内容存档于2024-06-19） （日语）.
18. ↑  日外アソシエーツ (2008)，第286頁.
19. ↑  婦人と子ども (1905)，第2頁.
20. ↑  国立国会図書館 (1971)，第698頁.

## 期刊来源
- 加藤百合.  (pdf). 研究纪要 (つくば国際大学). 1999, (5): 135–151  [2024-06-20]. （原始内容存档 (PDF)于2024-06-20） （日语）.

- (pdf). 婦人と子ども 5. : 7  [2024-06-19]. （原始内容存档 (PDF)于2024-02-10） （日语）.